# Brain-Washing: A Synthesis of the Russian Textbook on Psychopolitics
Промыва́ние мозго́в: многогра́нный ру́сский уче́бник по пси́хополитике (англ. Brain-Washing: A Synthesis of the Russian Textbook on Psychopolitics) — книга изданная Церковью саентологии в 1955 году. Обозначается как собрание работ Л. П. Берии. Подлинное авторство публикации до сих пор не известно и существует три предполагаемых автора: основатель саентологии Л. Рон Хаббард, активист расистского движения «Христианская идентичность» Кеннет (Оливер Кеннет) Гофф, или же оба, приводя целиком отчёт агентства США.
Также известна как «Промывание мозгов. Изложение русского руководства по психополитике», Руководство по промыванию мозгов (англ. The Brainwashing Manual), Коммунистическое руководство по психо-политической войне (англ. The Communist Manual of Psycho-Political Warfare) или Коммунистическое руководство по приёмам ведения психо-политической войны (англ. Communist Manual of Instructions of Psychopolitical Warfare).

## Л. Рон Хаббард и саентология
Утверждается, что это стенограмма речи Л. П. Берии 1950 года об использовании психиатрии в качестве средства контроля за обществом. Однако Л. Рон Хаббард-младший, сын основателя саентологии Л. Рона Хаббарда, заявил:
Отец написал здесь каждое слово. Барбара Брайн и моя жена набирали рукопись под его диктовку. Оригинальный текст (англ.)Dad wrote every word of it. Barbara Bryan and my wife typed the manuscript off his dictation.
Бывший редактор Хаббарда Джон Санборн (англ. John Sanborn) подтвердил свидетельство Л. Рон Хаббард-младшего.
Хаббард пытался представить Федеральному бюро расследований копию книги, но ФБР выразило сомнение в подлинности документа. В книге используются явные хаббардизмы, вроде англ. thinkingness или англ. pain-drug-hypnosis, что делает маловероятным упоминание дианетики бок о бок с «Христианской наукой» и католичеством, как крупных всемирных «исцеляющих групп» (англ. healing groups).

В 1963 году Австралийская комиссия (англ. Australian Board of Inquiry) по расследованию деятельности Церкви саентологии в штате Виктория определила книгу, как написанную Хаббардом. Как и то, что ни Хаббард, ни аффилированная с Церковью саентологии Международная хаббардовская ассоциация саентологов в своё время её не опровергли. Так в заключительной части доклада, представленного австралийским юристом и королевским адвокатом Кевином Андерсоном, говорится следующее:
Комиссия не касается того, что саентологические техники являются промыванием мозгов, так, как это понимается в некоторых контролируемых коммунистами странах. Методы саентологии, тем не менее, разновидность промывания мозгов. […] Поразительной особенностью саентологии является то, что её техники и распространение очень близко напоминают то, что изложено в книге под названием Brain-washing, рекламируемой и продаваемой HASI. Оригинальный текст (англ.)The Board is not concerned to find that the scientology techniques are brainwashing techniques as practised, so it is understood, in some communist-controlled countries. Scientology techniques are, nevertheless, a kind of brainwashing. [...] The astonishing feature of Scientology is that its techniques and propagation resemble very closely those set out in a book entitled Brain-washing, advertised and sold by the HASI.
К. В. Душенко отметив, что 24 августа 1960 г. в газете «Лос-Анджелес гералд» были напечатаны отрывки взятые из брошюры «Промывание мозгов. Изложение русского руководства по психополитике», которая была в 1955 году опубликована в Нью-Йорке в фондом Лафайета Рональда Хаббарда, писателя-фантаста и основателя «Церкви саентологии», где указывалось следующее:
«Сделав доступными всевозможные наркотики, давая подростку спиртное, восхваляя его необузданность, пичкая его секс-литературой, (…) психополитик может воспитать в нём необходимую нам склонность к беспорядку, безделью и бесполезному времяпрепровождению и побудить его выбрать решение, которое даст ему полную свободу во всём — то есть Коммунизм. (…) Если вы сможете убить национальную гордость и патриотизм в подрастающем поколении, вы завоюете эту страну».
 указывает, что данная публикация привлекла внимание ФБР и была изложена в служебном меморандуме, где в заключении было сказано следующее: 
«В номере «Таймс гералд» (Вашингтон) от 24 апреля 1951 г. сообщалось, что жена Хаббарда на бракоразводном процессе показала, что он «безнадежно безумен» и подвергал её «пыткам под видом научного эксперимента». Согласно этой статье, «компетентные специалисты-медики рекомендовали Хаббарду обратиться в частную клинику для психиатрического наблюдения и лечения его психического расстройства, известного как параноидальная шизофрения»
.

## Кеннет Гофф и американскиеультраправые
Моррис Комински в 1970 году в своей публикации «Обманщики: просто лгуны, выдумщики и закоренелые лжецы» (англ. The Hoaxers: Plain Liars, Fancy Liars and Damned Liars) определял в качестве автора книги помощника американского ультраправого политика и конспиролога Джеральда Смита активиста расистского движения «Христианская идентичность» Кеннета (Оливера Кеннета) Гоффа. Двенадцатая глава посвящена исследованию текста и переписке автора с другими людьми с целью установить подлинность самого текста книги «Brain-Washing» или её содержания, а также ссылающихся на неё изданий. В представленном Камински экземпляре имеется предисловие Гоффа, но последний не пишет о дате публикации, хотя одно из изданий ссылающихся на Гоффа датировано 1956 годом. Гофф утверждал, что получил книгу от Коммунистической партии.
Комински располагал ещё одним экземпляром, который был опубликован в 1955 году издательством «Ultra-Rightist women of the Burbank, California area who call themselves the American Public Relations Forum, Inc.». В нём имелось предисловие Чарльза Стикли (англ. Charles Stickley) и примечания Ушера Бурдика. Гофф обвинял Стикли в плагиате и заявлял, что ранее видел точно такую же публикацию. Тем не менее экземпляр Гоффа изобилует хаббардизмами от англ. Thinkingness и англ. Mental Image Picture до англ. Pain Drug Hypnosis (PDH). Вдобавок к этому все известные экземпляры Гоффа содержат множественные ссылки на книгу Хаббарда «Дианетика: современная наука душевного здоровья».